# Tillandsia suesilliae
Tillandsia suesilliae là một loài thực vật có hoa trong họ Bromeliaceae. Loài này được W.Till, López-Ferr. & Espejo mô tả khoa học đầu tiên năm 2007.